# Nando Pagnoncelli
Ferdinando Pagnoncelli, detto Nando (Bergamo, 25 maggio 1959), è un sondaggista italiano, amministratore delegato di Ipsos Italia e uno dei maggiori sondaggisti in Italia.

## Biografia
Si è laureato nel 1983 all'Università Statale di Milano in scienze politiche con una tesi in sociologia del diritto. Ha partecipato settimanalmente alla trasmissione di Rai 3 Ballarò, presentando i sondaggi politici di Ipsos. Dopo il passaggio a LA7 di Giovanni Floris, è diventato il sondaggista di riferimento della trasmissione Dimartedì. Ha curato una rubrica di sondaggi sul Messaggero. Da gennaio 2014 cura una settimanale l'analoga Scenari per il Corriere della Sera.

## Opere
- Opinioni in percentuale. I sondaggi tra politica e informazione , Laterza, 2001. ISBN 8842063045
- L'elettore difficile. Cosa influenza il voto degli italiani? (con Andrea Vannucci), Il Mulino, 2006. ISBN 8815114734
- Le opinioni degli italiani. Non sono un'opinione (intervista di Mauro Broggi), La Scuola, 2011. ISBN 8835024382
- Dare i numeri, EDB, 2016, ISBN 8810567250
- La Penisola che non c'è, Mondadori, 2019, ISBN 9788852094675